# Odesskoe
Odesskoe (in russo Одесское?) è un villaggio dell'oblast' di Omsk, in Russia, nella parte sud della Siberia Occidentale. È il centro amministrativo del distretto Odesskij.
Si trova 96 km a sud di Omsk e a 18 km dal confine di stato con la Repubblica del Kazakistan.